# Goldcliff
Goldcliff (en anglais) ou Allteuryn (en gallois) est une communauté de la cité et borough de comté de Newport, au pays de Galles.

## Géographie
Le village de Goldcliff se situe à une dizaine de kilomètres au sud-est du centre-ville de Newport, près du littoral de l'estuaire de la Severn, dans la région naturelle des Caldicot Levels (en). La communauté comprend également le village de Whitson (en).

## Démographie
Au recensement de 2011, la communauté de Goldcliff comptait 329 habitants.